# Come prima (film 1959)
Come prima (For the First Time) è un film del 1959 diretto da Rudolph Maté.
Si tratta dell'ultimo film del tenore Mario Lanza, distribuito dalla Metro-Goldwyn-Mayer sei settimane prima della sua morte.
Girato nel 1958, a Capri, Salisburgo, Berlino e al Teatro dell'Opera di Roma, narra la storia sentimentale di un tenore (Tony Costa) che sperimenta l'amore, per la prima volta, con una giovane donna tedesca (interpretata da Johanna von Koczian), che sembra essere sorda.
Il film vede Kurt Kasznar e Zsa Zsa Gábor in ruoli da co-protagonisti. I critici scelsero la romanza "Vesti la giubba" da Pagliacci e la scena della morte da Otello per un elogio speciale delle sue doti. Howard Thompson del The New York Times lo definì il "veicolo più disarmante degli anni".

## Accoglienza

### Incassi
Secondo la MGM il film incassò $ 710.000 in Stati Uniti e Canada e $ 975.000 nel resto del mondo, raggiungendo un incasso totale di $ 1.685.000.